# Grand Prix de Patinação Artística no Gelo de 2018–19
O Grand Prix de Patinação Artística no Gelo de 2018–19 foi a vigésima quarta temporada do Grand Prix ISU, uma série de competições de patinação artística no gelo disputada na temporada 2018–19. São distribuídas medalhas em quatro disciplinas, individual masculino e individual feminino, duplas e dança no gelo. Os patinadores ganham pontos com base na sua posição em cada evento e os seis primeiros de cada disciplina são qualificados para competir na final do Grand Prix, realizada em Vancouver, Canadá.
A competição é organizada pela União Internacional de Patinação (em inglês:  International Skating Union), a série Grand Prix começou em 19 de outubro e continuaram até 9 dezembro de 2018.

## Calendário
A ISU anunciou o seguinte calendário de eventos que ocorreram no outono de 2018:
| #     | Evento                             | Localização             | Data              | Ref   |
| ----- | ---------------------------------- | ----------------------- | ----------------- | ----- |
| 1     | Skate America de 2018              | Everett, Estados Unidos | 19–21 de outubro  | [ 1 ] |
| 2     | Skate Canada International de 2018 | Laval, Canadá           | 26–28 de outubro  | [ 2 ] |
| 3     | Grand Prix de Helsinque de 2018    | Helsinque, Finlândia    | 2–4 de novembro   | [ 3 ] |
| 4     | NHK Trophy de 2018                 | Hiroshima, Japão        | 9–11 de novembro  | [ 4 ] |
| 5     | Rostelecom Cup de 2018             | Moscou, Rússia          | 16–18 de novembro | [ 5 ] |
| 6     | Internationaux de France de 2018   | Grenoble, França        | 23–25 de novembro | [ 6 ] |
| Final | Final do Grand Prix de 2018–19     | Vancouver, Canadá       | 6–9 de dezembro   | [ 7 ] |

## Medalhistas

### Skate America
| Evento                        | Ouro                                               | Prata                                      | Bronze                                         |
| Individual masculino detalhes | Nathan Chen · Estados Unidos                       | Michal Březina · República Tcheca          | Sergei Voronov · Rússia                        |
| Individual feminino detalhes  | Satoko Miyahara · Japão                            | Kaori Sakamoto · Japão                     | Sofia Samodurova · Rússia                      |
| Duplas detalhes               | Evgenia Tarasova · Vladimir Morozov · Rússia       | Alisa Efimova · Alexander Korovin · Rússia | Ashley Cain · Timothy LeDuc · Estados Unidos   |
| Dança no gelo detalhes        | Madison Hubbell · Zachary Donohue · Estados Unidos | Charlène Guignard · Marco Fabbri · Itália  | Tiffany Zahorski · Jonathan Guerreiro · Rússia |

### Skate Canada International
| Evento                        | Ouro                                               | Prata                                           | Bronze                                           |
| Individual masculino detalhes | Shoma Uno · Japão                                  | Keegan Messing · Canadá                         | Cha Jun-hwan · Coreia do Sul                     |
| Individual feminino detalhes  | Elizaveta Tuktamysheva · Rússia                    | Mako Yamashita · Japão                          | Evgenia Medvedeva · Rússia                       |
| Duplas detalhes               | Vanessa James · Morgan Ciprès · França             | Peng Cheng · Jin Yang · China                   | Kirsten Moore-Towers · Michael Marinaro · Canadá |
| Dança no gelo detalhes        | Madison Hubbell · Zachary Donohue · Estados Unidos | Victoria Sinitsina · Nikita Katsalapov · Rússia | Piper Gilles · Paul Poirier · Canadá             |

### Grand Prix de Helsinque
| Evento                        | Ouro                                         | Prata                                         | Bronze                                               |
| Individual masculino detalhes | Yuzuru Hanyu · Japão                         | Michal Březina · República Tcheca             | Cha Jun-hwan · Coreia do Sul                         |
| Individual feminino detalhes  | Alina Zagitova · Rússia                      | Stanislava Konstantinova · Rússia             | Kaori Sakamoto · Japão                               |
| Duplas detalhes               | Natalia Zabiiako · Alexander Enbert · Rússia | Nicole Della Monica · Matteo Guarise · Itália | Daria Pavliuchenko · Denis Khodykin · Rússia         |
| Dança no gelo detalhes        | Alexandra Stepanova · Ivan Bukin · Rússia    | Charlène Guignard · Marco Fabbri · Itália     | Lorraine McNamara · Quinn Carpenter · Estados Unidos |

### NHK Trophy
| Evento                        | Ouro                                              | Prata                                          | Bronze                                                 |
| Individual masculino detalhes | Shoma Uno · Japão                                 | Sergei Voronov · Rússia                        | Matteo Rizzo · Itália                                  |
| Individual feminino detalhes  | Rika Kihira · Japão                               | Satoko Miyahara · Japão                        | Elizaveta Tuktamysheva · Rússia                        |
| Duplas detalhes               | Natalia Zabiiako · Alexander Enbert · Rússia      | Peng Cheng · Jin Yang · China                  | Alexa Scimeca Knierim · Chris Knierim · Estados Unidos |
| Dança no gelo detalhes        | Kaitlin Hawayek · Jean-Luc Baker · Estados Unidos | Tiffany Zahorski · Jonathan Guerreiro · Rússia | Rachel Parsons · Michael Parsons · Estados Unidos      |

### Rostelecom Cup
| Evento                        | Ouro                                         | Prata                                         | Bronze                                                    |
| Individual masculino detalhes | Yuzuru Hanyu · Japão                         | Morisi Kvitelashvili · Geórgia                | Kazuki Tomono · Japão                                     |
| Individual feminino detalhes  | Alina Zagitova · Rússia                      | Sofia Samodurova · Rússia                     | Lim Eun-soo · Coreia do Sul                               |
| Duplas detalhes               | Evgenia Tarasova · Vladimir Morozov · Rússia | Nicole Della Monica · Matteo Guarise · Rússia | Daria Pavliuchenko · Denis Khodykin · Rússia              |
| Dança no gelo detalhes        | Alexandra Stepanova · Ivan Bukin · Rússia    | Sara Hurtado · Kirill Khaliavin · Espanha     | Christina Carreira · Anthony Ponomarenko · Estados Unidos |

### Internationaux de France
| Evento                        | Ouro                                             | Prata                                           | Bronze                                            |
| Individual masculino detalhes | Nathan Chen · Estados Unidos                     | Jason Brown · Estados Unidos                    | Alexander Samarin · Rússia                        |
| Individual feminino detalhes  | Rika Kihira · Japão                              | Mai Mihara · Japão                              | Bradie Tennell · Estados Unidos                   |
| Duplas detalhes               | Vanessa James · Morgan Ciprès · França           | Tarah Kayne · Danny O'Shea · Estados Unidos     | Aleksandra Boikova · Dimitrii Kozlovskii · Rússia |
| Dança no gelo detalhes        | Gabriella Papadakis · Guillaume Cizeron · França | Victoria Sinitsina · Nikita Katsalapov · Rússia | Piper Gilles · Paul Poirier · Estados Unidos      |

### Final do Grand Prix
| Evento                        | Ouro                                               | Prata                                           | Bronze                                       |
| Individual masculino detalhes | Nathan Chen · Estados Unidos                       | Shoma Uno · Japão                               | Cha Jun-hwan · Coreia do Sul                 |
| Individual feminino detalhes  | Rika Kihira · Japão                                | Alina Zagitova · Rússia                         | Elizaveta Tuktamysheva · Rússia              |
| Duplas detalhes               | Vanessa James · Morgan Ciprès · França             | Peng Cheng · Jin Yang · China                   | Evgenia Tarasova · Vladimir Morozov · Rússia |
| Dança no gelo detalhes        | Madison Hubbell · Zachary Donohue · Estados Unidos | Victoria Sinitsina · Nikita Katsalapov · Rússia | Charlène Guignard · Marco Fabbri · Itália    |

## Qualificação
Cada patinador pontua dependendo da posição obtida, somando as duas melhores pontuações. Os seis melhores se classificam para disputa da final. A pontuação por eventos é a seguinte:
| Pos. | Pontos (Individuais/Dança) | Pontos (Duplas) |
| ---- | -------------------------- | --------------- |
| 1.º  | 15                         | 15              |
| 2.º  | 13                         | 13              |
| 3.º  | 11                         | 11              |
| 4.º  | 9                          | 9               |
| 5.º  | 7                          | 7               |
| 6.º  | 5                          | 5               |
| 7.º  | 4                          | –               |
| 8.º  | 3                          | –               |
| 9.º  | –                          | –               |
| 10.º | –                          | –               |

|  | Patinadores qualificados para a Final do Grand Prix |
|  | Substitutos                                         |

### Individual masculino
| Classificação | Classificação        | Classificação    | Classificação | Classificação | Classificação | Classificação | Classificação | Classificação | Classificação |
| Pos.          | Nome                 | Nacionalidade    | USA           | CAN           | FIN           | JPN           | RUS           | FRA           | Total         |
| ------------- | -------------------- | ---------------- | ------------- | ------------- | ------------- | ------------- | ------------- | ------------- | ------------- |
| 1             | Yuzuru Hanyu         | Japão            | –             | –             | 15            | –             | 15            | –             | 30            |
| 2             | Shoma Uno            | Japão            | –             | 15            | –             | 15            | –             | –             | 30            |
| 3             | Nathan Chen          | Estados Unidos   | 15            | –             | –             | –             | –             | 15            | 30            |
| 4             | Michal Březina       | República Tcheca | 13            | –             | 13            | –             | –             | –             | 26            |
| 5             | Sergei Voronov       | Rússia           | 11            | –             | –             | 13            | –             | –             | 24            |
| 6             | Cha Jun-hwan         | Coreia do Sul    | –             | 11            | 11            | –             | –             | –             | 22            |
| 7             | Keegan Messing       | Canadá           | –             | 13            | –             | –             | 7             | –             | 20            |
| 8             | Alexander Samarin    | Rússia           | –             | 9             | –             | –             | –             | 11            | 20            |
| 9             | Matteo Rizzo         | Itália           | 9             | –             | –             | 11            | –             | –             | 20            |
| 10            | Jason Brown          | Estados Unidos   | –             | 5             | –             | –             | –             | 13            | 18            |
| 11            | Mikhail Kolyada      | Rússia           | –             | –             | 9             | –             | 9             | –             | 18            |
| 12            | Morisi Kvitelashvili | Geórgia          | 3             | –             | –             | –             | 13            | –             | 16            |
| 13            | Dmitri Aliev         | Rússia           | –             | –             | –             | 7             | –             | 9             | 16            |
| 14            | Vincent Zhou         | Estados Unidos   | 7             | –             | –             | 9             | –             | –             | 16            |
| 15            | Nam Nguyen           | Canadá           | 5             | 7             | –             | –             | –             | –             | 12            |
| 16            | Kazuki Tomono        | Japão            | –             | 0             | –             | –             | 11            | –             | 11            |
| 17            | Kevin Aymoz          | França           | –             | 4             | –             | –             | –             | 7             | 11            |
| 18            | Andrei Lazukin       | Rússia           | –             | –             | 5             | –             | 4             | –             | 9             |
| 19            | Jin Boyang           | China            | –             | –             | 7             | –             | –             | 0             | 7             |
| 20            | Alexei Krasnozhon    | Estados Unidos   | –             | –             | 4             | –             | 3             | –             | 7             |
| 21            | Deniss Vasiļjevs     | Letônia          | –             | –             | –             | 3             | –             | 4             | 7             |
| 22            | Keiji Tanaka         | Japão            | –             | –             | 3             | –             | –             | 3             | 6             |
| 23            | Romain Ponsart       | França           | 0             | –             | –             | –             | –             | 5             | 5             |
| 24            | Paul Fentz           | Alemanha         | –             | –             | –             | –             | 5             | –             | 5             |
| 25            | Sota Yamamoto        | Japão            | –             | –             | –             | 5             | –             | –             | 5             |
| 26            | Julian Zhi Jie Yee   | Malásia          | 4             | –             | –             | –             | 0             | –             | 4             |
| 27            | Alexander Johnson    | Estados Unidos   | –             | –             | –             | 4             | –             | –             | 4             |
| 28            | Daniel Samohin       | Israel           | –             | 3             | –             | –             | –             | 0             | 3             |
| 29            | Alexander Majorov    | Suécia           | –             | 0             | –             | –             | 0             | –             | 0             |
| 30            | Alexei Bychenko      | Israel           | 0             | –             | 0             | –             | –             | –             | 0             |
| 31            | Lee June-hyoung      | Coreia do Sul    | –             | –             | –             | 0             | –             | –             | 0             |
| 32            | Brendan Kerry        | Austrália        | –             | 0             | –             | –             | 0             | –             | 0             |
| 33            | Hiroaki Sato         | Japão            | –             | –             | –             | 0             | –             | –             | 0             |
| 34            | Phillip Harris       | Reino Unido      | –             | –             | 0             | 0             | –             | –             | 0             |
| 35            | Kevin Reynolds       | Canadá           | 0             | –             | –             | 0             | –             | –             | 0             |
| 36            | Artur Dmitriev       | Rússia           | –             | –             | –             | –             | 0             | –             | 0             |
| 37            | Valtter Virtanen     | Finlândia        | –             | –             | 0             | –             | –             | –             | 0             |
| 38            | Roman Sadovsky       | Canadá           | –             | 0             | –             | –             | –             | –             | 0             |
| 39            | Jimmy Ma             | Estados Unidos   | 0             | –             | –             | –             | –             | –             | 0             |
| 40            | Yaroslav Paniot      | Ucrânia          | –             | –             | –             | 0             | –             | –             | 0             |
| —             | Nicolas Nadeau       | Canadá           | –             | –             | –             | –             | –             | r             | 0             |

### Individual feminino
| Classificação | Classificação            | Classificação  | Classificação | Classificação | Classificação | Classificação | Classificação | Classificação | Classificação |
| Pos.          | Nome                     | Nacionalidade  | USA           | CAN           | FIN           | JPN           | RUS           | FRA           | Total         |
| ------------- | ------------------------ | -------------- | ------------- | ------------- | ------------- | ------------- | ------------- | ------------- | ------------- |
| 1             | Alina Zagitova           | Rússia         | –             | –             | 15            | –             | 15            | –             | 30            |
| 2             | Rika Kihira              | Japão          | –             | –             | –             | 15            | –             | 15            | 30            |
| 3             | Satoko Miyahara          | Japão          | 15            | –             | –             | 13            | –             | –             | 28            |
| 4             | Elizaveta Tuktamysheva   | Rússia         | –             | 15            | –             | 11            | –             | –             | 26            |
| 5             | Kaori Sakamoto           | Japão          | 13            | –             | 11            | –             | –             | –             | 24            |
| 6             | Sofia Samodurova         | Rússia         | 11            | –             | –             | –             | 13            | –             | 24            |
| 7             | Mai Mihara               | Japão          | –             | –             | –             | 9             | –             | 13            | 22            |
| 8             | Stanislava Konstantinova | Rússia         | –             | –             | 13            | –             | –             | 7             | 20            |
| 9             | Evgenia Medvedeva        | Rússia         | –             | 11            | –             | –             | –             | 9             | 20            |
| 10            | Bradie Tennell           | Estados Unidos | 9             | –             | –             | –             | –             | 11            | 20            |
| 11            | Mako Yamashita           | Japão          | –             | 13            | –             | –             | 4             | –             | 17            |
| 12            | Lim Eun-soo              | Coreia do Sul  | –             | –             | –             | 5             | 11            | –             | 16            |
| 13            | Mariah Bell              | Estados Unidos | –             | 9             | –             | 7             | –             | –             | 16            |
| 14            | Yuna Shiraiwa            | Japão          | –             | –             | 9             | –             | 7             | –             | 16            |
| 15            | Elizabet Tursynbaeva     | Cazaquistão    | –             | 7             | –             | –             | 5             | –             | 12            |
| 16            | Alexia Paganini          | Suíça          | –             | –             | –             | –             | 9             | 0             | 9             |
| 17            | Marin Honda              | Japão          | 3             | –             | –             | –             | –             | 5             | 8             |
| 18            | Laurine Lecavelier       | França         | 7             | –             | –             | –             | –             | 0             | 7             |
| 19            | Loena Hendrickx          | Bélgica        | r             | –             | 7             | –             | –             | –             | 7             |
| 20            | Polina Tsurskaya         | Rússia         | 4             | –             | –             | –             | 3             | –             | 7             |
| 21            | Daria Panenkova          | Rússia         | –             | 0             | 5             | –             | –             | –             | 5             |
| 22            | Wakaba Higuchi           | Japão          | –             | 5             | –             | –             | –             | –             | 5             |
| 23            | Megan Wessenberg         | Estados Unidos | 5             | –             | –             | –             | –             | –             | 5             |
| 24            | Maria Sotskova           | Rússia         | –             | –             | –             | 0             | –             | 4             | 4             |
| 25            | Starr Andrews            | Estados Unidos | 0             | 4             | –             | –             | –             | –             | 4             |
| 26            | Alena Leonova            | Rússia         | –             | –             | –             | 4             | –             | –             | 4             |
| 27            | Kim Ha-nul               | Coreia do Sul  | –             | –             | 4             | –             | –             | –             | 4             |
| 28            | Mae Berenice Meite       | França         | –             | –             | –             | 0             | –             | 3             | 3             |
| 29            | Alaine Chartrand         | Canadá         | 0             | 3             | –             | –             | –             | –             | 3             |
| 30            | Courtney Hicks           | Estados Unidos | –             | –             | –             | 3             | –             | –             | 3             |
| 31            | Viveca Lindfors          | Finlândia      | –             | –             | 3             | –             | –             | –             | 3             |
| 32            | Yura Matsuda             | Japão          | –             | 0             | –             | –             | 0             | –             | 0             |
| 33            | Emmi Peltonen            | Finlândia      | –             | –             | 0             | –             | –             | –             | 0             |
| 34            | Alicia Pineault          | Canadá         | –             | 0             | –             | –             | –             | –             | 0             |
| 35            | Rika Hongo               | Japão          | –             | –             | 0             | –             | –             | –             | 0             |
| 36            | Angela Wang              | Estados Unidos | –             | –             | 0             | 0             | –             | –             | 0             |
| 37            | Léa Serna                | França         | –             | –             | –             | –             | –             | 0             | 0             |
| 38            | Kailani Craine           | Austrália      | –             | –             | –             | 0             | –             | –             | 0             |
| 39            | Matilda Algotsson        | Suécia         | –             | –             | –             | –             | –             | 0             | 0             |
| —             | Gracie Gold              | Estados Unidos | –             | –             | –             | –             | r             | –             | 0             |

### Duplas
| Classificação | Classificação                              | Classificação   | Classificação | Classificação | Classificação | Classificação | Classificação | Classificação | Classificação |
| Pos.          | Nome                                       | Nacionalidade   | USA           | CAN           | FIN           | JPN           | RUS           | FRA           | Total         |
| ------------- | ------------------------------------------ | --------------- | ------------- | ------------- | ------------- | ------------- | ------------- | ------------- | ------------- |
| 1             | Vanessa James / Morgan Ciprès              | França          | –             | 15            | –             | –             | –             | 15            | 30            |
| 2             | Evgenia Tarasova / Vladimir Morozov        | Rússia          | 15            | –             | –             | –             | 15            | –             | 30            |
| 3             | Natalia Zabiiako / Alexander Enbert        | Rússia          | –             | –             | 15            | 15            | –             | –             | 30            |
| 4             | Peng Cheng / Jin Yang                      | China           | –             | 13            | –             | 13            | –             | –             | 26            |
| 5             | Nicole Della Monica / Matteo Guarise       | Itália          | –             | –             | 13            | –             | 13            | –             | 26            |
| 6             | Daria Pavliuchenko / Denis Khodykin        | Rússia          | –             | –             | 11            | –             | 11            | –             | 22            |
| 7             | Alisa Efimova / Alexander Korovin          | Rússia          | 13            | –             | –             | –             | 7             | –             | 20            |
| 8             | Tarah Kayne / Danny O'Shea                 | Estados Unidos  | –             | –             | –             | 7             | –             | 13            | 20            |
| 9             | Kirsten Moore-Towers / Michael Marinaro    | Canadá          | –             | 11            | –             | 9             | –             | –             | 20            |
| 10            | Aleksandra Boikova / Dmitrii Kozlovskii    | Rússia          | –             | 9             | –             | –             | –             | 11            | 20            |
| 11            | Alexa Scimeca Knierim / Chris Knierim      | Estados Unidos  | 9             | –             | –             | 11            | –             | –             | 20            |
| 12            | Miriam Ziegler / Severin Kiefer            | Áustria         | –             | –             | 9             | –             | 9             | –             | 18            |
| 13            | Ashley Cain / Timothy Leduc                | Estados Unidos  | 11            | –             | –             | –             | 5             | –             | 16            |
| 14            | Ryom Tae-ok / Kim Ju-sik                   | Coreia do Norte | –             | –             | 7             | –             | –             | 9             | 16            |
| 15            | Camille Ruest / Andrew Wolfe               | Canadá          | –             | 0             | –             | –             | –             | 7             | 7             |
| 16            | Minerva Fabienne Hase / Nolan Seegert      | Alemanha        | 7             | –             | –             | –             | –             | 0             | 7             |
| 17            | Evelyn Walsh / Trennt Michaud              | Canadá          | 0             | 7             | –             | –             | –             | –             | 7             |
| 18            | Laura Barquero / Aritz Maestu              | Espanha         | –             | –             | 0             | 5             | –             | –             | 5             |
| 19            | Audrey Lu / Misha Mitrofanov               | Estados Unidos  | –             | –             | –             | 0             | –             | 5             | 5             |
| 20            | Haven Denney / Brandon Frazier             | Estados Unidos  | –             | 5             | –             | –             | –             | –             | 5             |
| 21            | Deanna Stellato-Dudek / Nathan Bartholomay | Estados Unidos  | –             | –             | 5             | –             | r             | –             | 5             |
| 22            | Nica Digerness / Danny Neudecker           | Estados Unidos  | 5             | –             | –             | –             | –             | –             | 5             |
| 23            | Ekaterina Alexandrovskaya / Harley Windsor | Austrália       | –             | 0             | –             | –             | 0             | –             | 0             |
| 24            | Annika Hocke / Ruben Blommaert             | Alemanha        | 0             | –             | –             | –             | –             | –             | 0             |
| 25            | Miu Suzaki / Ryuichi Kihara                | Japão           | –             | –             | 0             | 0             | –             | –             | 0             |

### Dança no gelo
| Classificação | Classificação                            | Classificação  | Classificação | Classificação | Classificação | Classificação | Classificação | Classificação | Classificação |
| Pos.          | Nome                                     | Nacionalidade  | USA           | CAN           | FIN           | JPN           | RUS           | FRA           | Total         |
| ------------- | ---------------------------------------- | -------------- | ------------- | ------------- | ------------- | ------------- | ------------- | ------------- | ------------- |
| 1             | Madison Hubbell / Zachary Donohue        | Estados Unidos | 15            | 15            | –             | –             | –             | –             | 30            |
| 2             | Alexandra Stepanova / Ivan Bukin         | Rússia         | –             | –             | 15            | –             | 15            | –             | 30            |
| 3             | Victoria Sinitsina / Nikita Katsalapov   | Rússia         | –             | 13            | –             | –             | –             | 13            | 26            |
| 4             | Charlene Guignard / Marco Fabbri         | Itália         | 13            | –             | 13            | –             | –             | –             | 26            |
| 5             | Kaitlin Hawayek / Jean-Luc Baker         | Estados Unidos | –             | –             | –             | 15            | 0             | 9             | 24            |
| 6             | Tiffani Zagorski / Jonathan Guerreiro    | Rússia         | 11            | –             | –             | 13            | –             | –             | 24            |
| 7             | Sara Hurtado / Kirill Khaliavin          | Espanha        | –             | –             | 9             | –             | 13            | –             | 22            |
| 8             | Piper Gilles / Paul Poirier              | Canadá         | –             | 11            | –             | –             | –             | 11            | 22            |
| 9             | Lorraine Mcnamara / Quinn Carpenter      | Estados Unidos | 9             | –             | 11            | –             | –             | –             | 20            |
| 10            | Rachel Parsons / Michael Parsons         | Estados Unidos | –             | –             | –             | 11            | –             | 7             | 18            |
| 11            | Christina Carreira / Anthony Ponomarenko | Estados Unidos | –             | –             | 7             | –             | 11            | –             | 18            |
| 12            | Lilah Fear / Lewis Gibson                | Grã-Bretanha   | 7             | –             | –             | 9             | –             | –             | 16            |
| 13            | Gabriella Papadakis / Guillaume Cizeron  | França         | –             | –             | –             | –             | –             | 15            | 15            |
| 14            | Marie-Jade Lauriault / Romain Le Gac     | França         | –             | 9             | –             | –             | –             | 5             | 14            |
| 15            | Natalia Kaliszek / Maksym Spodyriev      | Polônia        | 5             | –             | –             | –             | 7             | –             | 12            |
| 16            | Wang Shiyue / Liu Xinyu                  | China          | –             | 5             | –             | 5             | –             | –             | 10            |
| 17            | Sofia Evdokimova / Egor Bazin            | Rússia         | –             | –             | –             | –             | 9             | –             | 9             |
| 18            | Olivia Smart / Adrián Díaz               | Espanha        | –             | 7             | –             | –             | –             | 0             | 7             |
| 19            | Carolane Soucisse / Shane Firus          | Canadá         | –             | 0             | –             | 7             | –             | –             | 7             |
| 20            | Allison Reed / Saulius Ambrulevičius     | Lituânia       | –             | –             | –             | –             | 5             | 0             | 5             |
| 21            | Juulia Turkkila / Matthias Versluis      | Finlândia      | –             | –             | 5             | –             | –             | –             | 5             |
| 22            | Betina Popova / Sergey Mozgov            | Rússia         | –             | –             | 0             | –             | –             | 0             | 0             |
| 23            | Robynne Tweedale / Joseph Buckland       | Reino Unido    | 0             | 0             | –             | –             | –             | –             | 0             |
| 24            | Anastasia Skoptcova / Kirill Aleshin     | Rússia         | –             | 0             | –             | 0             | –             | –             | 0             |
| 25            | Katharina Müller / Tim Dieck             | Alemanha       | 0             | –             | 0             | –             | –             | –             | 0             |
| 26            | Anna Yanovskaya / Ádám Lukács            | Hungria        | –             | –             | –             | –             | 0             | –             | 0             |
| 27            | Alexandra Nazarova / Maxim Nikitin       | Ucrânia        | 0             | –             | –             | 0             | –             | –             | 0             |
| 28            | Misato Komatsubara / Tim Koleto          | Japão          | –             | –             | –             | 0             | 0             | –             | 0             |
| 29            | Jasmine Tessari / Francesco Fioretti     | Itália         | –             | –             | 0             | –             | –             | –             | 0             |
| 30            | Haley Sales / Nikolas Wamsteeker         | Canadá         | –             | 0             | –             | –             | –             | –             | 0             |
| 31            | Shari Koch / Christian Nüchtern          | Alemanha       | –             | –             | 0             | –             | –             | –             | 0             |
| 32            | Annabelle Morozov / Andrei Bagin         | Rússia         | –             | –             | –             | –             | 0             | –             | 0             |
| 33            | Adelina Galyavieva / Louis Thauron       | França         | –             | –             | –             | –             | –             | 0             | 0             |
| 34            | Karina Manta / Joseph Johnson            | Estados Unidos | 0             | –             | –             | –             | –             | –             | 0             |

## Quadro de medalhas
| Ordem | País             | Medalha de ouro | Medalha de prata | Medalha de bronze |    | Ordem por total |
| ----- | ---------------- | --------------- | ---------------- | ----------------- | -- | --------------- |
| 1     | Rússia           | 9               | 9                | 11                | 29 | 1               |
| 2     | Japão            | 8               | 5                | 2                 | 15 | 2               |
| 3     | Estados Unidos   | 7               | 2                | 6                 | 15 | 2               |
| 4     | França           | 4               |                  |                   | 4  | 5               |
| 5     | Itália           |                 | 4                | 2                 | 6  | 4               |
| 6     | China            |                 | 3                |                   | 3  | 8               |
| 7     | República Tcheca |                 | 2                |                   | 2  | 9               |
| 8     | Canadá           |                 | 1                | 3                 | 4  | 5               |
| 9     | Espanha          |                 | 1                |                   | 1  | 10              |
| 9     | Geórgia          |                 | 1                |                   | 1  | 10              |
| 11    | Coreia do Sul    |                 |                  | 4                 | 4  | 5               |
| TOTAL | TOTAL            | 28              | 28               | 28                | 84 | —               |